# Tamopsis cooloolensis
Tamopsis cooloolensis là một loài nhện trong họ Hersiliidae. T. cooloolensis được miêu tả năm 1987 bởi Martin Baehr & Barbara Baehr.